# Achillea aspleniifolia
Achillea aspleniifolia là một loài thực vật có hoa trong họ Cúc. Loài này được Vent. mô tả khoa học đầu tiên năm 1803.